# Lupu Pick
Lupu Pick (n. 2 ianuarie 1886, Iași, România – d. 7 martie 1931, Berlin, Republica de la Weimar) a fost un actor, regizor, producător și scenarist german din epoca filmului mut. 
Lupu Pick a apărut în circa 50 de filme mute între 1910 și 1928.

## Biografie
S-a născut în România, având un tată evreu austriac și o mamă de origine română. Și-a început cariera ca actor de teatru la Hamburg, Flensburg și Berlin, înainte de a se lansa în cinematografie în 1910. El a jucat în special în filme regizate de Gerhard Lamprecht, Richard Oswald, Fritz Lang și în propriile filme. 
În 1917 a fondat propria companie de producție, Rex-Film, și a regizat primul său film. Animat de angajamentul său social, a pledat în 1919 împotriva pedepsei cu moartea în filmul Miséricordia. 
Împreună cu prietenul și colaboratorul său, scenaristul Carl Mayer, s-a orientat către filmul Kammerspiel și a creat două opere artistice exemplare: Le Rail (1921) și La Nuit de la Saint-Sylvestre (1924). Ultimul său film mut în 1929, La Fin de Napoléon à Sainte-Hélène ou Sainte-Hélène sau Sainte-Hélène (Napoleon auf St. Helena), este atât un film psihologic, cât și un film istoric care a adaptat scenariul lui Abel Gance. Mai târziu Lupu Pick a turnat, împreună cu sextetul Comedian Harmonists, singurul lui film sonor, în două versiuni, una franceză (Les Quatre Vagabonds) și alta germană (Gassenhauer). 
Pick a murit în 1931, probabil în urma unui suicid prin otrăvire. Soția lui, actrița Edith Posca, a murit la patru luni după el.

## Filmografie

### Actor
- 1910 : Japanisches Opfer : Baronul Kamaishi
- 1914 : Die Pagode
- 1914 : Die geheimnisvolle Villa (seria Stuart Webbs)
- 1915 : Und wandern sollst Du ruhelos
- 1915 : Satan Opium
- 1915 : Schlemihl : Moritz
- 1915 : Auf der Alm, da gibt's ka Sünd : Seppl
- 1916 : Nuit d'horreur (Nächt des Grauens)
- 1916 : Homunculus, 4. Teil - Die Rache des Homunculus
- 1916 : Die grüne Phiole
- 1916 : Contes d’Hoffmann (Hoffmanns Erzählungen) : Spalanzani
- 1916 : Homunculus (Homunculus, 1. Teil)
- 1916 : Die Rache der Toten
- 1916 : Das unheimliche Haus : tânărul
- 1916 : Der chinesische Götze - Das unheimliche Haus, 3. Teil : Wu, un servitor chinez
- 1916 : Freitag, der 13. - Das unheimliche Haus, 2. Teil
- 1917 : Lehrer Matthiesen : Merten, Rektor
- 1917 : Die Claudi vom Geiserhof
- 1917 : Der Tod des Baumeisters Olsen : servitor
- 1917 : Der Fall Routt...!
- 1917 : Der Fall Dombronowska...!
- 1917 : Das Opfer der Yella Rogesius
- 1917 : Das Geschäft : secretar
- 1917 : Das Geheimnis der Briefmarke
- 1917 : Aus Liebe gefehlt
- 1917 : Que la lumière soit (Es werde Licht! 1. Teil) : dr.  Franzius
- 1917 : Des Goldes Fluch : vechiul îngrijitor
- 1917 : Frank Hansens Glück
- 1917 : Das Bildnis des Dorian Gray : valetul lui Dorian
- 1917 : Der Schloßherr von Hohenstein
- 1917 : Der Fremde : servitorul lui Amitaba
- 1917 : Höhenluft : Von Melbitz
- 1917 : Edelweiß
- 1918 : Die zweite Frau
- 1918 : Es werde Licht! 3. Teil
- 1918 : Die Serenyi
- 1918 : Die Rothenburger
- 1919 : Mister Wu (Mr. Wu)
- 1920 : Tötet nicht mehr
- 1920 : Niemand weiß es : Richter
- 1920 : Der verbotene Weg : Amtsmann
- 1921 : Der Dummkopf : dr. Thilenius
- 1921 : Le Rail (Scherben) : Reisender
- 1922 : Aus den Erinnerungen eines Frauenarztes - 1. Fliehende Schatten
- 1922 : Aus den Erinnerungen eines Frauenarztes - 2. Lüge und Wahrheit
- 1922 : Zum Paradies der Damen
- 1926 : Le Dernier Fiacre de Berlin (Die letzte Droschke von Berlin) : Gottlieb Lüdecke
- 1926 : Der Feldherrnhügel
- 1928 : Les Espions (Spione) : dr. Matsumoto

### Regizor
- 1918 : Die Liebe des Van Royk
- 1918 : Der Weltspiegel
- 1918 : Die Rothenburger
- 1918 : Die tolle Heirat von Laló
- 1919 : Mister Wu (Mr. Wu)
- 1919 : Misericordia
- 1919 : Mein Wille ist Gesetz
- 1919 : Marionetten der Leidenschaft
- 1919 : Kitsch
- 1919 : Die Herrenschneiderin
- 1919 : Der Terministenklub
- 1919 : Der Herr über Leben und Tod
- 1919 : Seelenverkäufer
- 1920 : Tötet nicht mehr
- 1920 : Oliver Twist
- 1920 : Niemand weiß es
- 1920 : Das lachende Grauen
- 1921 : L'Idiot (Der Dummkopf)
- 1921 : Le Rail (Scherben)
- 1921 : Grausige Nächte
- 1922 : Aus den Erinnerungen eines Frauenarztes - 1. Fliehende Schatten
- 1922 : Aus den Erinnerungen eines Frauenarztes - 2. Lüge und Wahrheit
- 1922 : Au Bonheur des Dames (Zum Paradies der Damen)
- 1923 : Weltspiegel
- 1924 : La Nuit de la Saint-Sylvestre (Sylvester)
- 1926 : Karl Hau
- 1926 : Le Canard sauvage (Das Haus der Lüge)
- 1926 : La Casemate blindée (Das Panzergewölbe)
- 1928 : Une nuit à Londres (Eine Nacht in London)
- 1929 : La Fin de Napoléon à Sainte-Hélène ou Sainte-Hélène (Napoleon auf St. Helena), după un scenariu de Abel Gance
- 1931 : Gassenhauer
- 1931 : Les Quatre Vagabonds

## Legături externe
- Lupu Pick la Internet Movie Database